# Khyal (Theater)
Khyal, auch Khayal, ist ein beliebtes Volkstanztheater im nordindischen Bundesstaat Rajasthan, das aus einer Abfolge von in Prosa vorgetragenen Dialogen, Tänzen und poetischen Liedern besteht und dessen Stil sich im 18. und 19. Jahrhundert aus der Tradition des Swang entwickelte. Das meistens auf freiem Feld ohne Bühne aufgeführte Unterhaltungsprogramm übernahm viele inhaltliche und szenische Elemente aus dem professionellen Parsen-Theater. Die Themen stammen überwiegend aus den volkstümlichen Rajasthani-Legenden und Heldengeschichten.

## Geschichte
Das Wort khyal wird auf khel („spielen“, „schauspielern“, „Schauspiel“ im allgemeinen Sinn) zurückgeführt und bezeichnet außerdem – ohne Verbindung hierzu – den Gesangsstil Khyal in der klassischen Musik Nordindiens. Möglicherweise liegt ein Ursprung des Khyal-Theaters in den Gedichten über historische und mythologische Figuren, die im 17. Jahrhundert in der Gegend von Agra verfasst wurden. Anfang des 18. Jahrhunderts wurden dann diese Gedichtvorträge in Rajasthan zu einem Schauspiel umgeformt, zumindest ist seit dieser Zeit in Rajasthan eine als khyal bezeichnete Mischung aus Drama, Tänzen und Liedern bekannt. Bei den ersten Aufführungen lag der Schwerpunkt auf Dichterwettstreiten und weniger auf dramatischen Szenen.
Keine der regionalen indischen Volkstheaterstile lässt sich weiter als bis ins 16. Jahrhundert zurückverfolgen. Khyal gehört zu einer unter dem Begriff swang weitgefassten Tradition, aus der sich mehrere eigenständige Stile entwickelt haben: nautanki in weiten Teilen Nordindiens, sang in Haryana, bhagat in Uttar Pradesh und tamasha in Maharashtra. Manch in Madhya Pradesh, jatra in Bengalen und yakshagana in Karnataka stehen beispielhaft für ähnliche Theaterstile.
Parallel zur Entwicklung des älteren swang zu nautanki und zu den anderen regionalen Stilen kam bei einzelnen Inszenierungen von Khyal eine Bühne hinzu. Vier Bühnentypen werden bei solchen Volkstheatern unterschieden: Der einfachste Aufführungsort besteht aus einer ebenen Fläche im Freien, wo die Zuschauer außen im Kreis Platz nehmen. Die Akteure bewegen sich so, dass sie abwechselnd in alle Richtungen sprechen. Eine Neuentwicklung des Nautanki-Stils und mancher Khyal-Aufführungen ist ein Vorhang als Bühnenhintergrund, vor welchem die Zuschauer auf drei Seiten sitzen und hinter dem sich die Darsteller zurechtmachen. Als Nächstes folgt eine auf vier Pfosten ruhende Überdachung (mandap, wie die indische Tempelvorhalle mandapa), die bis auf den rückwärtigen Vorhang an allen Seiten geöffnet ist. Bei der vierten Entwicklungsstufe ist ein mehrstöckiges Gebäude (attalika) als Bühne und Kulisse entstanden, das mahal („Palast“) genannt wird, mit einer Bühnenplattform vor der rückwärtigen Konstruktion. Eine solche Professionalisierung wurde stark durch das europäisch orientierte Parsen-Theater beeinflusst.
Seit der zweiten Hälfte des 19. Jahrhunderts wird Khyal in die drei Varianten Alibuxi, Shekhawati und Kuchamani unterteilt. Alibuxi khyal wurde von Ali Bakshi (Alibux), dem Nawab von Mandawar in Alwar eingeführt. Er war ein zum Islam konvertierter Rajput der Chauhan-Dynastie, dennoch schwärmte er für die in der hinduistischen Bhakti-Tradition stehenden ras lila-Tänze und -Lieder zu Ehren Krishnas. Ali Bakshi komponierte selbst einige Stücke und schuf eine religiöse, überwiegend aus Gesang und Tanz bestehende Form des Khyal, die jedoch nach seinem Tod nur noch von wenigen Darstellern gepflegt wurde und heute praktisch verschwunden ist. Alibuxi khyal ist stilistisch dem nautanki ähnlich, die Tänze stehen in einer Beziehung zum nordindischen kathak.
Shekhawati khyal wird von der muslimischen Musikerkaste der Mirasis in Chirawa (Distrikt Jhunjhunu) aufgeführt, die einen klassischen Gesangsstil pflegen. Als Rajputen sangen sie früher an den Fürstenhöfen. Kuchamani khyal im Nagaur-Distrikt ist ein volkstümlicherer Stil, bei dem es um religiöse oder historische Erzählungen geht.

## Aufführungspraxis

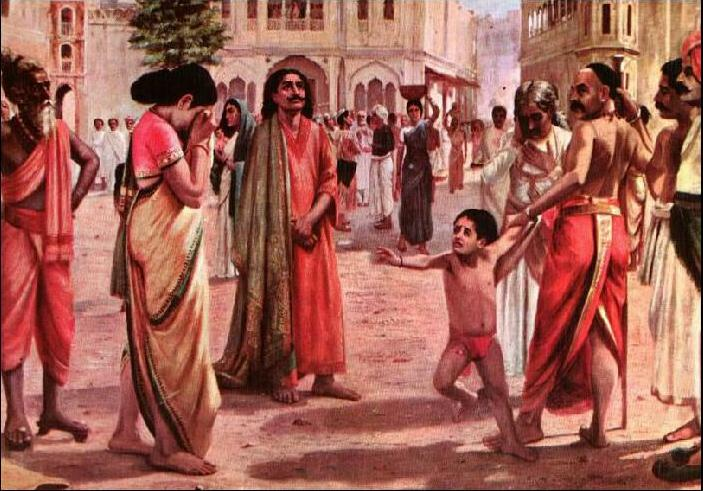
König Harishchandra der mythischen Suryavamsha-Dynastie verlor sein Reich, sein Vermögen und seinen Sohn, indem er sich an ein Versprechen hielt, das er einst dem Weisen Vishvamitra gegeben hatte. Ein beliebter Stoff für Khyal-Dramen. Ölgemälde von Raja Ravi Varma (1848–1906)

Jedem Khyal-Theaterstil geht ein entsprechendes Vorspiel (purvaranga) in Form einer religiösen Huldigung voraus. Üblicherweise beginnen Theateraufführungen mit der Anrufung an den Glück bringenden Gott Ganesha. Bei einer Art von purvaranga betritt zunächst ein Mann mit einem Besen die Bühne und fegt den Boden, nach ihm folgt der Wassersprenger (bhisti), der Wasser verspritzt, damit sich der Staub absetzt. Beide gestalten ihre Aktion unterhaltsam, indem sie nebenher Lieder singen und tanzen. Dieses war früher der übliche Ablauf, um Theateraufführungen in den Herrscherhäusern vorzubereiten. Als Nächstes verkündet der Direktor die Szenenfolge und die Darsteller kommen auf die Bühne, bitten in einer vandana genannten Grußformel verschiedene Götter um Beistand und beginnen mit der eigentlichen Aufführung.
Der in der Volksmusik verwurzelte Kuchamani khyal blieb als einziger Stil bis heute populär, einige Darsteller wurden durch Verbreitung in den Massenmedien überregional bekannt und die mit Geschäftsinteresse auf Massengeschmack gebrachten Aufführungen ziehen Besucher von weiters an. Der klassische Stil Shekhawati khyal ist demgegenüber in den Hintergrund getreten.
Die Aufführungen finden meist im Freien statt, als Bühne dient eine etwa ein Meter hohe hölzerne Plattform (takhat). Die Zuschauer sitzen auf drei Seiten. Falls ein provisorisches Theatergebäude (mahal) errichtet wird, so erreicht dieses bis zu sechs Meter Höhe. Aus der Palastwand kragen überdachte Balkone (jarokas), die für verschiedene Lokalitäten der Handlung stehen. Schauspieler, die vorübergehend nicht gebraucht werden, setzen sich zu den Musikern an den Rand der Bühne.
Alle Figuren, einschließlich der Frauenrollen werden von Männern dargestellt. Als früher die Truppen monatelang auf Tournee gingen und mit Kamelkarawanen umherzogen, begleiteten die Ehefrauen ihre Männer. Einige reisten von Rajasthan bis in den Norden von Gujarat.
Einen wesentlichen Anteil an der Inszenierung hat wie bei den meisten Volkstheatern die Begleitmusik, die beim Khyal aus Kesseltrommeln (nagārās) und einem Harmonium besteht. Weitere Instrumente sind eine volkstümliche Variante der Streichlaute sarangi, die Kegeloboe shehnai, eine Flöte, die zweifellige Fasstrommel dholak oder die ähnliche dholki und die Rahmentrommel dafdi (abgeleitet von daf). In den Liedern beim Shekhawati khyal werden klassische Ragas verwendet, die Sänger des Kuchamani khyal greifen auf Melodien aus der Volksmusik zurück.
Die Stücke kommen in ähnlicher Auswahl auch beim Parsen-Theater vor, meist geht es um die Legenden der in der rajasthanischen Folklore zahlreichen tapferen Helden. Beliebt sind Geschichten über Amar Singh Rathore, einen Rajputen, der im 17. Jahrhundert am Hof des Moguls Shah Jahan wirkte. Sein Freiheitswille, als er mit dem Herrscher in Streit geriet und durch einen kühnen Sprung auf seinem Pferd aus dem Palast floh, wird in den Überlieferungen vielfältig gewürdigt.
Hoch geschätzt im westlichen Teil von Rajasthan sowie in Gujarat und in zahlreichen Variationen seit dem 16. Jahrhundert weitererzählt wird die Liebesgeschichte Dhola-Maru. Die Gedichte werden dort von Manganiyar-Sängern vorgetragen oder im ganzen Bundesland als Khyal aufgeführt. Es geht um die Prinzessin Maru aus der Nähe von Bikaner und den jungen Prinzen Dhola aus Gwalior. Obwohl sie seit ihrer frühen Kindheit füreinander versprochen waren, treffen sie sich erst nach vielen Jahren, müssen auf einem Kamel reitend in den Wald fliehen, wo Dhola von einer Schlange tödlich gebissen wird. Am Ende finden sie durch göttliche Fügung doch zusammen.
Weitere Legenden ranken sich um König Bharathari, der im 1. Jahrhundert v. Chr. in Ujjain regierte, bevor er zusammen mit seinem Neffen Gopichand der Welt entsagte und zu einem Heiligen wurde (Gopichand-Bharathari).